# ジークフリート (楽劇)
『ジークフリート』（ドイツ語: Siegfried）は、リヒャルト・ワーグナーが1856年から1871年にかけて作曲し1876年に初演した楽劇。台本も作曲者による。ワーグナーの代表作である舞台祝祭劇『ニーベルングの指環』四部作の3作目に当たる。原案は叙事詩『ニーベルンゲンの歌』及びドイツの英雄的主題『ニーベルンゲン伝説』。

## 概要

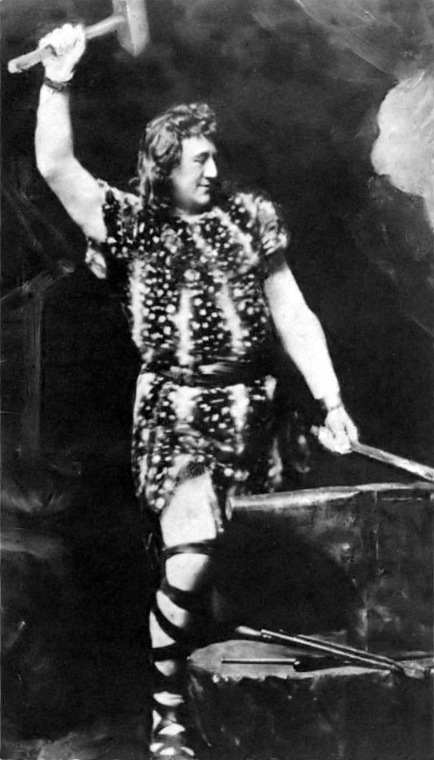
ノートゥングを鍛えるジークフリート（ハインリヒ・グーデフスHeinrich Gudehus(1845-1909)）

『ニーベルングの指環』四部作は、ひとつのプロローグと3日を要する舞台上演と見なすことができ、その「第2日」に当たる本作『ジークフリート』は、「序夜」（『ラインの黄金』）を除く「三部作」の中間に位置づけられる作品である。
「指環」四部作はそれぞれ独立した性格を持ち、単独上演が可能である。『ジークフリート』は全3幕からなり、上演時間は約3時間50分（第1幕80分、第2幕70分、第3幕80分）。第2幕第2場「森のささやき」の音楽はしばしば管弦楽のみで独立して演奏される。
物語は、『エッダ』、『ヴォルスンガ・サガ』など北欧神話の物語を軸にしつつドイツの叙事詩『ニーベルンゲンの歌』を始めとするドイツ英雄伝説や、ワーグナー独自の重層的・多義的な世界が構築されている。直接引用されてはいないがギリシア神話の影響も多分に見られる。
『ジークフリート』の台本は1852年12月、音楽は1856年から1871年にかけてそれぞれ完成された。作曲期間には後述の通り10年以上の中断をはさんでいる。1876年8月13日から17日まで開催された第1回バイロイト音楽祭において、『ニーベルングの指環』四部作全曲として初演された。
バイロイト音楽祭では四部作が連続上演される。内訳は以下のとおり。
- 序夜 『ラインの黄金』 (Das Rheingold)
- 第1日 『ヴァルキューレ』 (Die Walküre)
- 第2日 『ジークフリート』 (Siegfried) 　本作
- 第3日 『神々の黄昏』 (Götterdämmerung)

## 作曲の経緯

### 構想と台本
- ヤーコプ・グリムが出版した『ドイツ神話』からワーグナーが『ニーベルンゲンの歌』などを知ったのは1843年であった。1848年11月には、後の『神々の黄昏』に当たる『ジークフリートの死』の台本草案を書き、1851年にその前編に当たる『若きジークフリート』（後の『ジークフリート』）を構想、この構想はさらに物語の発端まで拡大されていく。その詳細については『ニーベルングの指環』および『ラインの黄金』も参照のこと。
- 『若きジークフリート』は1851年5月に構想され、6月にはその散文原稿と韻文草稿が成立する。
- 1852年12月、四部作の台本すべてが完成する。
- 1856年、全体構想の四部作化に伴い、『若きジークフリート』に手が加えられる。
- 1863年、台本の公刊に際し、『ジークフリート』と改題された。『神々の黄昏』も同様に改題されている。

### 作曲
- 1853年9月5日、イタリアのラ・スペツィア滞在中にワーグナーが体験したという「霊感」については『ラインの黄金』を参照のこと。その後、同年11月から『ラインの黄金』の作曲に着手。
- 『ラインの黄金』が1854年に完成。
- 『ヴァルキューレ』が1856年に完成。
- 1856年3月、『ヴァルキューレ』にひきつづいて『ジークフリート』の作曲に着手。しかし翌1857年、第2幕第2場まで進んだところで中断される。1857年6月28日付けのフランツ・リストに宛てた手紙にワーグナーは「私はジークフリートを森の中の菩提樹の下に残して、涙ながらに別れを告げた」と書いている。それでもその2週間後には再び筆を執り、同年8月に第2幕のオーケストレーションを終了したが、その後再び中断した。
- 1864年にいったん作業を再開、1865年第2幕の総譜草稿が完了するが、またも中断する。その後1868年から1869年にかけて第1幕と第2幕を校訂、第3幕には1869年3月から本格的にとりかかり、6月に作曲を終えた。『ジークフリート』全曲の総譜完成は1871年である。
- これら中断の間に、『トリスタンとイゾルデ』(1855-1859)、『ヴェーゼンドンク歌曲集』(1858)、『ニュルンベルクのマイスタージンガー』(1861-1867)がそれぞれ完成、1865年4月以降には『パルジファル』の一部スケッチも手がけられた。
- 四部作の最後を飾る『神々の黄昏』は1874年に完成した。

### 中断の事情
『ジークフリート』の中断期間は1857年6月から1869年3月までの12年とされるが、上記のように手を付けている期間もあり、実質的には約10年である。中断の理由として、以下の点が挙げられる。
1. ワーグナーは1849年のドレスデン5月蜂起に荷担してチューリヒに亡命しており、『ローエングリン』はリストの尽力によって1850年に初演されたものの、その後は新作を発表できず、このままでは音楽界からも忘れ去られるのではないかという危機感があった。
2. 「指環」四部作の構想拡大によって、全曲完成の見通しが立たず、また仮に完成したとしても上演・出版のあてもないこと。
3. 『ヴェーゼンドンク歌曲集』作曲の契機ともなったマティルデ・ヴェーゼンドンクとの親密な交際や最初の妻ミンナとの離婚（1862年）など、生活環境の変化に伴って創作意欲に刺激を受けたこと。

こうしたもとでワーグナーとしては、さしあたり『トリスタンとイゾルデ』を「実用向き」な作品として世に送り出したい意向があった。
しかし、『トリスタンとイゾルデ』はワーグナーひとりの転機にとどまらない、音楽史上でも画期的な「事件」となった。ひきつづいて「軽い喜劇」の予定で取り組んだ『ニュルンベルクのマイスタージンガー』もまた構想が膨らみ、ワーグナーの作品中でも最大規模の大作となるなど、この時期のワーグナーの充実ぶりは顕著である。
1864年5月からはバイエルン国王ルートヴィヒ2世の援助により、安定した生活のもとで創作に打ち込めるようになった。ルートヴィヒ2世から「指環」四部作の完成・上演を大いに期待されたことで、『ジークフリート』完成への条件がそろってきたものと見られる。

## 初演
1876年8月16日、バイロイト祝祭劇場にて開催された第1回バイロイト音楽祭において、『ニーベルングの指環』四部作として初演。指揮はハンス・リヒター。主な配役は次のとおり。
- ゲオルク・ウンガー（ジークフリート）
- カール・シュロッサー（ミーメ）
- フランツ・ベッツ（さすらい人／ヴォータン）
- カール・ヒル（アルベリヒ）
- アマリエ・マテルナ（ブリュンヒルデ）

## 編成

### 登場人物
声役も含めて登場人物は8人。『指環』四部作中では最も少ない。また、『ラインの黄金』、『ワルキューレ』同様、従来のオペラ作品に必ず用いられた合唱が採用されない。
- ジークフリート（テノール）　ジークムントとジークリンデの子。ニーベルンゲンの歌の英雄。
- ミーメ（テノール）　ニーベルング族でアルベリヒの弟。ジークフリートを養育する。北欧神話ではレギンに当たる。
- さすらい人（バス）　神々の長ヴォータンの地上における変装姿。北欧神話のオーディンに当たる。『ラインの黄金』ではノートゥングをトネリコの幹へ突き立てた謎の人物として言及され、ライトモティーフも使われている。
- アルベリヒ（バス）　ニーベルング族でミーメの兄。世界を支配する力を持つ指環を奪回しようと機会を窺っている。
- ファーフナー（バリトン）　巨人族。大蛇に姿を変え、財宝とともに指環を護っている。声役だが、演出によっては人間の姿でも登場する。
- ブリュンヒルデ（ソプラノ）　かつてヴァルキューレの筆頭だった、ヴォータンとエルダの娘。
- エルダ（アルト）　知恵の女神。ブリュンヒルデの母。超然たる原初神として登場した『ラインの黄金』とは一転して、一度征服されてしまったヴォータンにはかなり邪険な扱いを受ける。
- 森の小鳥（ソプラノ）　声役。演出によっては擬人化して登場する。鳥の言葉でジークフリートに助言する。もっぱらコロラトゥーラ・ソプラノが演じるが、作曲者の指定ではボーイソプラノである。

### 楽器編成
『ラインの黄金』とほぼ同じ4管編成。主な違いは舞台上の楽器の有無である。舞台裏にイングリッシュ・ホルンとホルン（F管）などが加わる。弦楽は人数が指定されている。
- ピッコロ、フルート 3（第3はピッコロ持ち替え）、オーボエ 3、コーラングレ（オーボエ持ち替え）、クラリネット 3、バス・クラリネット、ファゴット 3（第3はコントラファゴット持ち替え[注釈 2]）
- ホルン 8（第5・第6はテナー・チューバ持ち替え、第7・第8はバス・チューバ持ち替え）、トランペット 3、バス・トランペット、トロンボーン 3、コントラバス・トロンボーン、コントラバス・チューバ
- ティンパニ 2対、トライアングル、シンバル 1対、グロッケンシュピール、ハープ 6
- 弦五部（第1ヴァイオリン 16、第2ヴァイオリン 16、ヴィオラ 12、チェロ 12、コントラバス 8）[注釈 3]

## 構成
全3幕、9場からなる。各場は管弦楽の間奏によって切れ目なく演奏される。この四部作は（『ラインの黄金』を例外として）登場人物を二人に絞った対話場面が多いが、「ジークフリート」は特に顕著であり、（ファーフナーや森の小鳥を人間の姿で登場させたり、隠れた人物を舞台上で示したりするなどの演出にもよるが）原則として舞台上には二人以下の人物しか同時に登場しない。

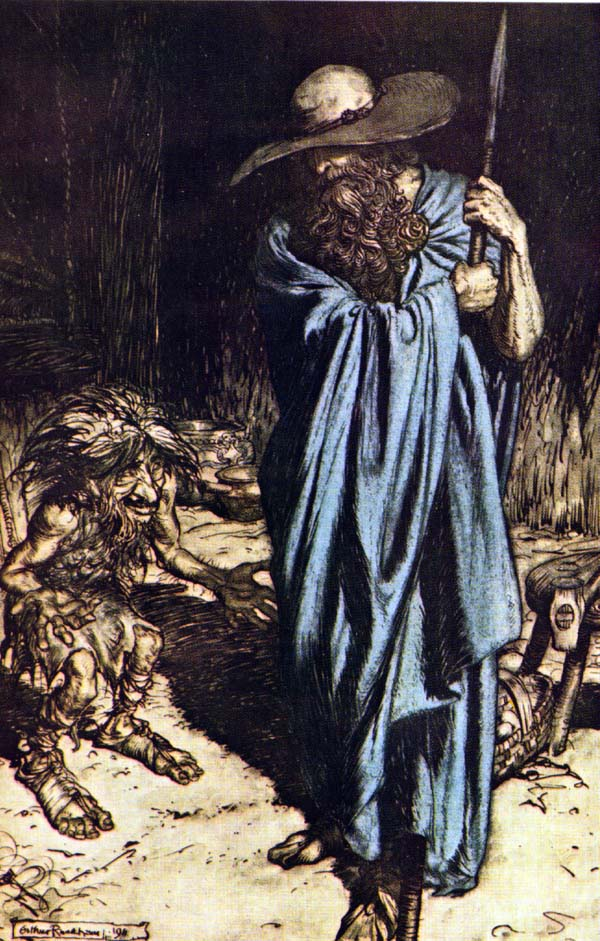
「さすらい人」の姿でミーメのもとに現れるヴォータン（アーサー・ラッカム画、以下同じ）

### 第1幕 「森の中の洞窟」

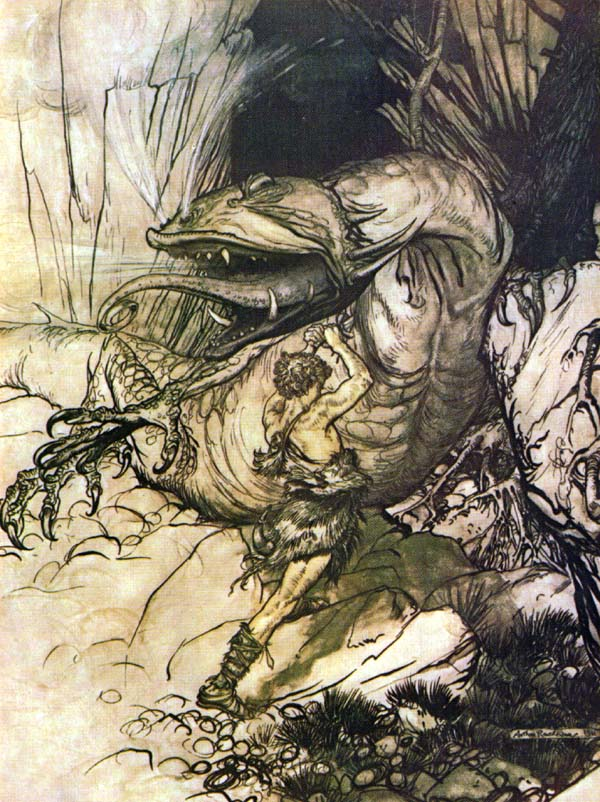
ファーフナーを退治するジークフリート

舞台は森。
序奏
ミーメの「思案の動機」、「財宝の動機」、「ニーベルング族の動機」、「苦痛の動機」各ライトモティーフが多層的に示される。「指環の動機」に「剣の動機」が加わるが、ともに変形されており、「指環」を手に入れるため、ミーメがノートゥングを鍛え直そうとしている様子が表される。短い序奏のあと幕があがる。
第1場
ミーメは砕かれたノートゥングを鍛え直そうとするが、どうしてもうまくいかない。そこへジークフリートが森から帰ってきて、ミーメに熊をけしかける。慌てふためくミーメを見て嘲笑するジークフリートに、ミーメは「養育の歌」を歌い、ジークフリートを育てた自分にこのような仕打ちは恩知らずだと愚痴をこぼす。
ジークフリートは、水に映った自分の姿がミーメに似ていないことに気づき、自分の両親についてミーメをつかまえて強引に問いつめる。ミーメは、母親のジークリンデが難産のために死んだこと、父親のことは知らないが、形見の剣の破片があると答える。ジークフリートはすぐにその剣を元通り鍛え直すようにミーメに命じ、再び森に入っていく。

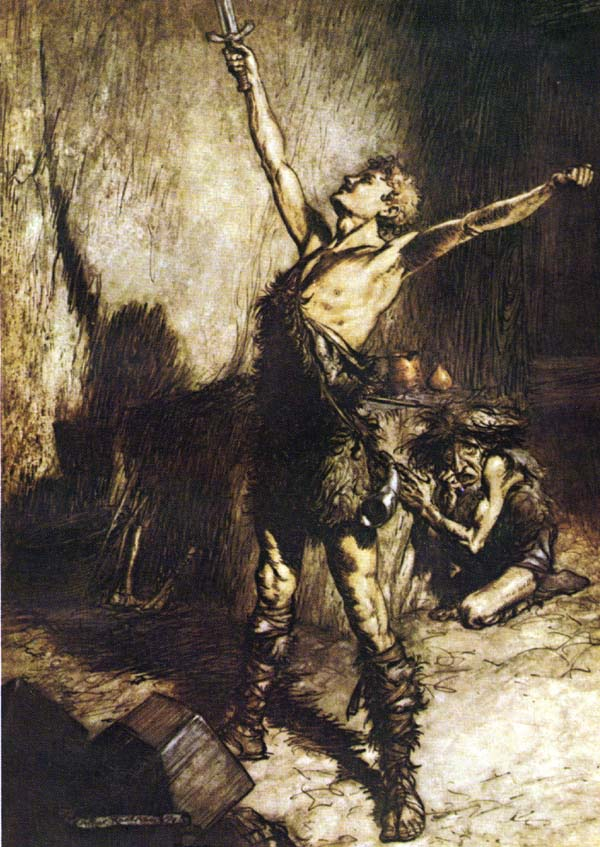
ノートゥングを鍛え直したジークフリートを見て驚き恐れるミーメ

第2場
困り果てたミーメのところへ、「さすらい人」と名乗る紺色のマントを着た旅人が訪ねてくる。さすらい人はミーメに、首をかけて知恵比べをしようと言い出す。早く厄介払いしたいミーメはこれを受ける。ミーメが出した3つの問いに、さすらい人はすべて答える。このやりとりのなかで、ミーメはさすらい人の正体がヴォータンであることに気づく。今度はさすらい人が3つの問いを出す。2つまで答えたミーメだったが、3つ目の問い、「ノートゥングを鍛え直せるのは誰か」に答えられず、うろたえ騒ぐ。さすらい人は「剣を鍛え直せるのは怖れを知らぬ者だ」と予言し、ミーメの首はその者に預けるといって立ち去る。
第3場
戻ってきたジークフリートに、ミーメは「怖れ」を教えようとするが、ジークフリートは一向に理解しない。ミーメはジークフリートに、ファーフナーの洞窟に行けば恐怖を知るだろうという。ジークフリートは、ミーメがいつまで経っても剣を鍛え直せないのに業を煮やし、自分で鍛冶に取りかかる。ジークフリートの「鍛冶の歌」。その間にミーメはジークフリートを殺すために毒汁を煮る。ついにノートゥングは鍛え直され、ジークフリートが剣を振り下ろすと鉄床がまっぷたつに割れる。

### 第2幕 「森の奥」

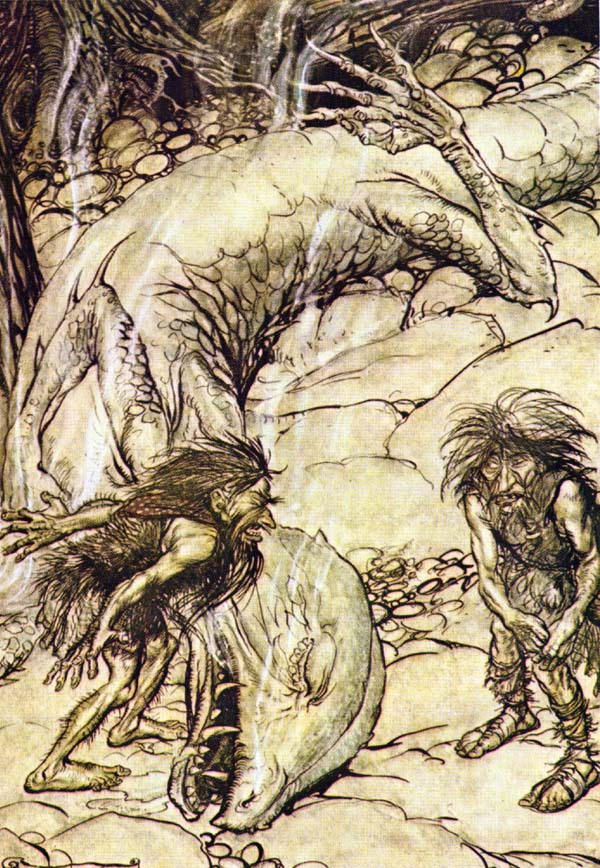
ファーフナーの財宝をめぐって言い争うアルベリヒとミーメ

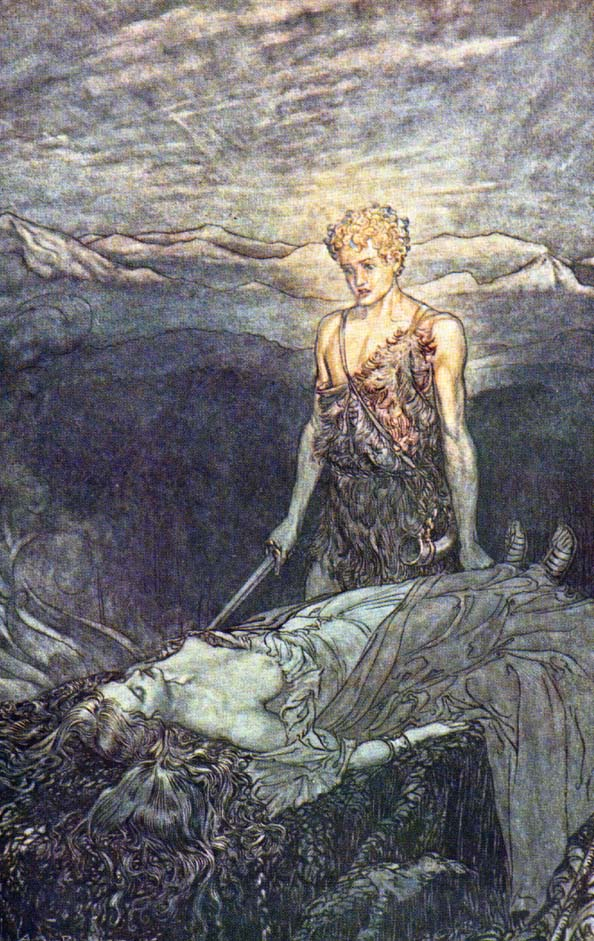
ジークフリートが眠れるブリュンヒルデを見出す

舞台は奥深い森の中。木々の間からは岩壁が見え、舞台は前面から中央が高くなっており、その奥に洞窟の扉が観客から上半分が見える位置にある。舞台は非常に照明が暗い。
序奏
「巨人の動機」、「大蛇の動機」、「呪いの動機」、「怨念の動機」が示される。
第1場
ナイトヘーレ（ファーフナーが棲む「羨望の洞窟」）の前で様子を窺うアルベリヒ。そこへ、「さすらい人」姿のヴォータンが現れる。アルベリヒは憤怒して激しく罵るが、ヴォータンは取り合わず、指環を狙っているのはミーメだと語り、洞窟の奥で眠っているファーフナーにも警告する。アルベリヒもファーフナーに呼びかけるが、ファーフナーは相手にせず再び眠りに落ちる。ヴォータンが去り、アルベリヒも隠れると夜が明ける。
第2場
ミーメがジークフリートを森に連れてくる。ジークフリートはミーメを追い払い、父母への想いに浸る。「森のささやき」の音楽。ジークフリートは小鳥の鳴き声をまねて葦笛（舞台上のイングリッシュ・ホルン）を吹くが、調子はずれ。そこで得意の角笛を吹き鳴らすと、ファーフナーが目を覚まして洞窟から現れ、戦いとなる。ジークフリートはノートゥングをファーフナーの急所に突き立てる。ファーフナーは「このことをおまえにけしかけた者が、おまえの命を狙っている」とジークフリートに告げて息絶える。指に付着したファーフナーの返り血をジークフリートがなめると、突然小鳥の鳴き声が言葉として理解できるようになる。ジークフリートは小鳥の言葉にしたがい、洞窟内の宝を取りに入る。
第3場
アルベリヒとミーメが洞窟の前に飛び出してきて、宝の所有をめぐって口論する。そこへジークフリートが洞窟から隠れ頭巾や指環などを運び出してくる。再びアルベリヒは姿を消し、ミーメはジークフリートに眠り薬を飲ませようとする。しかし、ジークフリートはファーフナーと小鳥の警告でこのことを予期しており、ミーメはごまかそうとすればするほど害意があることを漏らしてしまう。ミーメの殺意が明らかとなり、ジークフリートはミーメを返り討ちにする。小鳥はさらに、炎に包まれて眠るブリュンヒルデのことを告げ、ジークフリートは岩山をめざす。

### 第3幕　「荒涼たる岩山の麓―岩山の頂き」

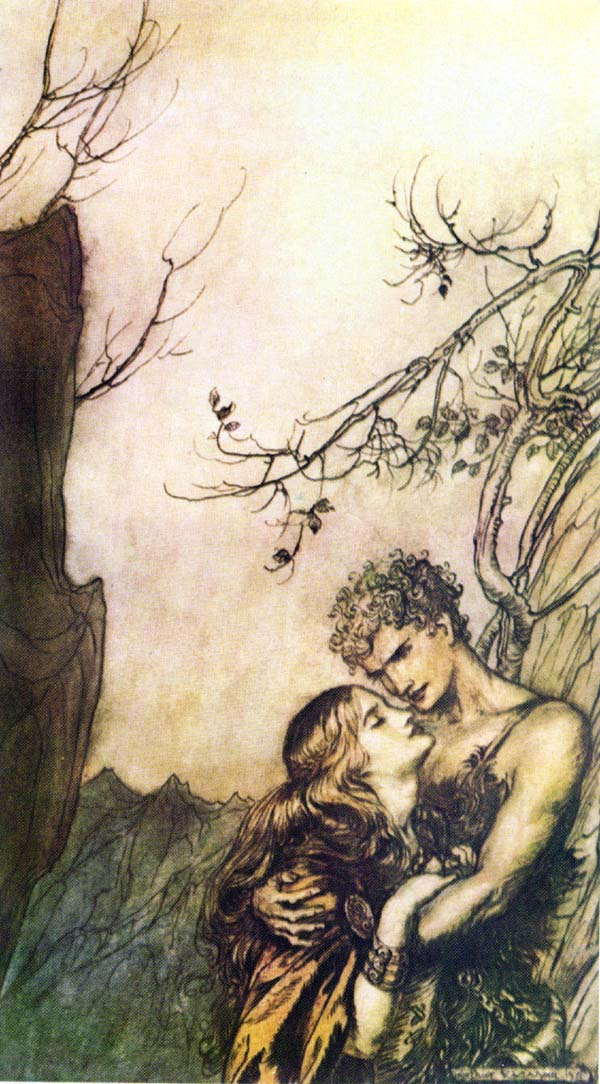
ブリュンヒルデとジークフリート

舞台は岩山のふもとの荒野、下手険しい崖になっている。
序奏
「騎行の動機」とともに「生成の動機」が速いテンポで切迫した様子を描く。
第1場
「さすらい人」に扮したヴォータンがエルダを呼び出す。ヴォータンはエルダの助言を求めようとするが、エルダはまともに答えようとせず、ノルンやブリュンヒルデに尋ねよと言う。反抗のためにブリュンヒルデを眠りにつかせたとヴォータンが明かすと、困惑したエルダは「反抗を教える者が反抗する者を罰するのか」と激しくなじり「私を智恵の眠りに閉じ込もらせよ」と口にする。ヴォータンは神々の滅亡をむしろ望んでいるといい、自らの「遠大な構想」がジークフリートによって果たされることへの期待を一方的に語ってエルダを再び眠りにつかせる。
第2場
岩山に近づくジークフリートに、ヴォータンが声をかける。はじめのうち、孫との会話を楽しむヴォータンだが、相手がだれかを知らないジークフリートの不遜な態度に次第に不機嫌になっていく。激昂したヴォータンは槍を突き出すが、かつてノートゥングを砕いたその槍を、ジークフリートは鍛え直した剣で二つに叩き折る。これを最後に退場するヴォータン。ジークフリートはこの出来事を気にもかけずに岩山を登り、炎の中に飛び込んでゆく。
第3場
ジークフリートは岩山の頂上で一頭の馬（グラーネ）、そして盾に覆われて横たわる人間（ブリュンヒルデ）を見いだす。身体を覆っていた盾と鎧を外し、眠っているのが女性であることに気づいたジークフリートは、初めて「怖れ」を覚える。しかし、次第にブリュンヒルデの美しさに魅せられ、「目を覚ませ！」と叫ぶと、唇を重ねる。
ブリュンヒルデが目覚める。目覚めさせたのがジークフリートであることを知ったブリュンヒルデは感動し、二人による長大な二重唱となる。一度は不安におののき、取り乱した姿を見せるブリュンヒルデだが、本能の赴くままに求愛するジークフリートについに応える。二人は声を合わせて愛の歓喜を歌い上げ、「輝ける愛！　笑っている死！」で結ぶ。

## 配役
ジークフリート
難役の多いワーグナーのテノール役の中でも最高峰の難役として知られる。初演以来、この役をこなした歌手は多くなく、その中でも名声を得た歌手は限られている。
声量や表現力が求められるのはもちろんだが、困難さの第一は体力・スタミナ面にある。『ジークフリート』では、全3幕を通じてほぼ出ずっぱりである上、第3幕から登場する元気なブリュンヒルデとの長大な二重唱を最後まで歌いきらなければならない。
『指環』四部作の上演では、本作とつづく『神々の黄昏』の間に1日休みを取る場合があるが、これはもっぱらジークフリート役の負担が大きいためとされる。また、このためにジークフリート役を二人にする措置も見られる。
ミーメ
キャラクターテノールによる「悪役」だが、養育したジークフリートからは憎まれ、「さすらい人」には理不尽に弄ばれ、最後にはジークフリートへの殺意を自分で明かして殺されてしまうなど、どこか愛嬌を感じさせるところがある。このため、上演後のカーテンコールではしばしば主役以上に喝采を浴びる。第１幕では完全に出ずっぱりで一人芝居及び交互に現れるジークフリートとヴォータンの相手をつとめ、通常のオペラの主役に匹敵する分量を歌う。キャラクターテノールとしては随一の大役である。
森の小鳥
ワーグナー作品で唯一コロラトゥーラ・ソプラノが聴ける役である。ワーグナーの本来の指定はボーイソプラノとなっているが、実際には初演のときから女性ソプラノが演じている。影の声として歌われることが多いが、演出によっては擬人化されて姿を見せる場合もある。ジークフリートにさまざまな助言を与える役回りで、そうした事情をどうして知っていたかという疑問があり、その正体について取りざたされるが、確定したものはない。「正体」についての説は以下のようなものがある。なお、小鳥は草案段階では一羽ではなく複数になっていた。
- 「ヴォータンの使い」説→第3幕でジークフリートがヴォータンと出会う寸前で小鳥が姿を消してしまうため、役割を終えて去ったのか逃げたのかはっきりしない。
- 「ジークリンデ」説→助言の内容が母親にはふさわしくないのではないかという疑問がある。

## 物語
本作は、『指環』四部作についてワーグナーが最初に着想した『ジークフリートの死』から拡大し、その前編にあたる物語として構想した『若きジークフリート』（1851年脱稿）が元になっている。
ジークフリートは『ニーベルンゲンの歌』の英雄であり、『ヴォルスンガ・サガ』をはじめとする北欧神話のシグルズと起源を同じくする。ニーベルンゲン伝説では、ジークフリートは竜の返り血を浴びることで不死身となるが、菩提樹の一葉が背中に張り付き、そこが急所になった。ワーグナーはこれを採用せず、代わりに、ファーフナーの血をなめることで小鳥の声が理解できるようになったとしている。

### ジークフリートの出生
前作『ワルキューレ』から本作までの経過は次のとおり。
ブリュンヒルデから神性を奪い、炎に包まれた岩山に彼女を眠らせたヴォータンは、その後「さすらい人」の姿をとって各地を放浪する。一方、森の中に逃れたジークリンデは、やがてジークフリートを生むが、難産のために産褥で死ぬ。ニーベルング族でアルベリヒの弟、ミーメが赤ん坊のジークフリートを引き取って養育した。
アルベリヒがラインの黄金を矯めて作り出した「支配の指環」は、大蛇と化して洞窟で眠るファーフナーの元にあった。指環を手に入れたいミーメは、ジークフリートを育ててファーフナーを退治させようとし、同時にジークムントの剣ノートゥングの破片を盗んで手に入れ、これを鍛え直そうとしていた。ミーメはジークフリートの両親を知っていたが、このことをジークフリートには語っていなかった。

### メルヘン性
自然の中に育った純真無垢な若者が試練を経てやがてヒロインと結ばれる、というあらすじにおいて、本作は「森の奥のメルヘン」といえる。ジークフリートが「怖れ」を覚えようとして冒険するのはグリム童話の「こわがることをおぼえるために旅にでかけた男」、眠るブリュンヒルデに口づけして目を覚まさせるモチーフは「いばら姫」にそれぞれ結びついている。
「#中断の事情」の節でも述べたとおり、本作の作曲当時、ワーグナーは新作発表の必要を感じており、『ジークフリート』もいったんは単独上演を考えている。これは、「指環」四部作として一括上演にこだわったワーグナーとしては異例のことである。ワーグナーはウーリヒ宛の手紙に「子供にメールヒェンを語って聞かせるような」と書いており、この作品の大衆性に望みを持っていた。しかし、実際に単独上演が多いのは『ワルキューレ』で、ワーグナーの当ては外れた。

### ワーグナーの自己投影
ワーグナー作品のいくつかの登場人物にはワーグナー自身の投影が色濃く認められるが、なかでもジークフリートはワーグナーにとって特別で最愛といえる存在である。ジークフリートには前作『ヴァルキューレ』のジークムントや後のパルジファルとの共通点が見られ、他方、ジークフリートに敵対するアルベリヒやファーフナーには、ワーグナーの芸術の進展を阻もうとする「俗物」を暗示させているともいわれる。
第1幕第3場、鍛冶の場面で、ジークフリートがミーメに向かって言い放つ「弟子が師匠のいいなりでは、その師匠を超えられるはずがない」は、ワーグナー自身の信条であるとされる。
また、12年の中断を経て本作の作曲を再開、第3幕作曲中の1869年6月、コジマとの間に生まれた息子に、ワーグナーはジークフリートと名付けている。
ジークフリートは養父ミーメに育てられ、作者のワーグナー自身もまた養父に育てられている。ニーベルング族のアルベリヒやミーメは、ワーグナーが嫌悪したユダヤ人にしばしばなぞらえられるが、ワーグナーの養父カイヤーにはユダヤ系の疑いがあり、ワーグナーはこの養父が実父かもしれないと悩んでいた。すなわち、ミーメは作曲者自身の「影」であり、ジークフリートのミーメへの憎悪は一種の自己憎悪ともいえる。このように、ジークフリートとミーメの双方がなんらかの意味で作者の分身ということができる。

### ギリシア神話との関連
ジークフリートの原型のひとつはギリシア神話のアポローンと見られる。アポローンは「ポイボス（光り輝く）」と呼ばれ、第3幕でブリュンヒルデがジークフリートを「光明」、「輝かしい」などと連呼することと対応している。また、ワーグナーは自著『芸術と革命』において、「アポローンはギリシアの地におけるゼウスの意志の執行者」としており、これはヴォータンとジークフリートの関係に投影されている。
一方、第3幕第2場でヴォータンがジークフリートの行く手を遮り、ノートゥングによって槍を折られる場面は、ギリシア神話の英雄オイディプースがテーバイに向かう三叉路において、実の父とは知らずにラーイオスを殺してしまう場面と重なっている。オイディプースは捨て子で養父母に育てられており、ジークフリートが養父に育てられているのと共通する。その後オイディプースは、怪物スピンクスを退治し、実の母とは知らずにイオカステーと結婚するが、ジークフリートもまたファーフナーを退治し、祖父ヴォータンの娘であるブリュンヒルデと結ばれる。
このように、ジークフリートとブリュンヒルデの関係には、オイディプースとイオカステーの母子相姦のモチーフが潜んでいる。また、オイディプースとイオカステーとの間にテーバイ悲劇の「救済者」としてのアンティゴネーが生まれたように、ジークフリートとブリュンヒルデ、つまり男性的要素（詩人）と女性的要素（音楽）の合体によって理想の芸術が生まれるとするワーグナーの思想もここに重ねられているのである。

## 音楽

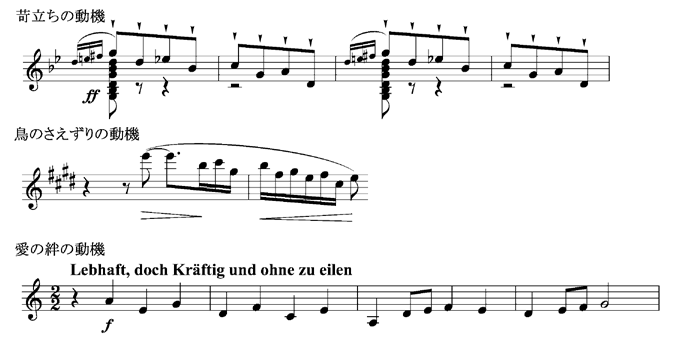
苛立ちの動機から鳥のさえずりの動機、愛の絆の動機が導かれる

『指環』四部作で、もっとも演奏時間が長いのは『神々の黄昏』であるが、リブレットの量では『ジークフリート』（2770行）が最大である。『ジークフリート』は、ワーグナーのオペラのなかでリブレットが最も長い『ニュルンベルクのマイスタージンガー』（3098行）には及ばないが、単独の幕で見ると、『ジークフリート』第1幕（1142行）は『マイスタージンガー』でもっとも長い第3幕（1133行）よりも長く、ワーグナーの舞台作品中最大である。その量は、『パルジファル』全3幕分（1250行）にあと100行足りない程度に迫っている。このことは、『ジークフリート』のとりわけ第1幕においてテンポの速いやりとりが多いことを物語る。このなかでワーグナーは、ジークフリートの歌唱やオーケストラに聴き手の受忍限度を超えるような動機の執拗な反復を詰め込み、これによって、英雄ジークフリートの仕事がいかに「人間業」を越えたものであるかを強調している。
また本作では、音楽外の人物・事物・観念を特定するというライトモティーフ本来の用法を越えて、純粋に音楽的な観点から、簡単な動機を念入りに展開する交響曲の表現領域に踏み込んだものとなっている。例えば、第1幕で示される「苛立ちの動機」の簡潔な音型は、「小鳥のさえずり」を表すモチーフとしても使用され、さらに第3幕では「愛の絆の動機」に変容していく。

### 主なライトモティーフ

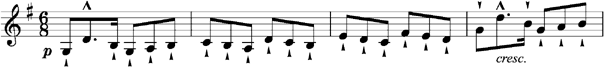
角笛の動機

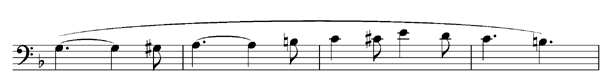
憧憬の動機

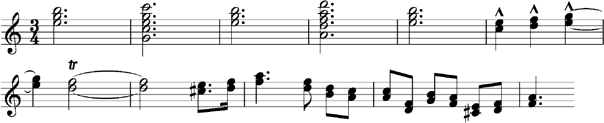
覚醒の動機

ワーグナーは『ニーベルングの指環』四部作で、物語の登場人物、あるいは道具や概念などを短い動機によって示すライトモティーフ（示導動機）の手法を駆使している。フランスの音楽学者アルベール・ラヴィニャック(1846 - 1916)によれば、『指環』四部作中に計82のライトモティーフが数えられ、そのうち18が『ジークフリート』に現れるとする。『ジークフリート』で新たに登場する主なライトモティーフは以下のとおり。
第1幕
「角笛の動機」、「苛立ちの動機」、「憧憬の動機」
第2幕
「森のさざめきの動機」、「森の小鳥の動機」、「愛の灼熱の動機」
第3幕
「ジークフリートの愛の動機」、「覚醒の動機」、「愛の挨拶の動機」、「世の宝の動機」

### 第2幕以前と第3幕の「落差」
『ジークフリート』の音楽は、第3幕からがぜん豊かさとスケール感を増しており、第2幕と第3幕の作曲に12年間の中断があることが「様式の不統一」あるいは「スタイルの変化」につながったと指摘される原因となっている。
しかし、これは様式面の不統一ではなく、ドラマの要求に沿ったものである。第2幕までメルヘン仕立てだったドラマが、より大きな世界悲劇の中心に行き着いた（後述）ことで、音楽もまた必然的に深みを増したものに変化している。同時に、純真無垢なジークフリートには「何も知らない」→木訥さを執拗に印象づける音楽を与え、第3幕で登場するブリュンヒルデには、神であったがゆえに「何でも知っている」→ありとあらゆる技法を駆使した音楽を与えるといった音楽語法の落差でもある。第3幕の幕切れはブリュンヒルデとジークフリートの二重唱であり、ここでワーグナーは通常のオペラ・スタイルをとった。とはいえ、二人の言葉には不一致があり、とりわけブリュンヒルデの歌詞にはつづく『神々の黄昏』の悲劇に結びつく亀裂が生じている。
ワーグナーは1869年2月23-24日のルートヴィヒ2世宛の手紙に次のように書いている。

いまここで『ジークフリート』について御報告するためには、第3幕の世界に足を踏み入れるたびに私の覚える崇高さ、おののきにも似た、暗く恐ろしい感情についてお話しなければなりません。私たちはここで蒸気を吹くデルポイの地割れの中に佇む古代ギリシア人のように大きな世界悲劇の中心に行き着いているのです。世界の滅亡が差し迫っています。（中略）ここでは、すべてが荘厳なおののきの気を帯びていて、謎を用いて表すほかはないのです。